# Силікохром
Силікохром, або феросилікохром — феросплав, основні компоненти якого — кремній і хром. Виплавляється в рудно-термічній печі вуглецевідновним процесом (карботермія) з кварциту і гранульованого передільного ферохрому або хромової руди. Силікохром з 10—46 % Si (решта Cr, Fe і домішки) використовується при виплавці низьколегованої сталі, а також для отримання ферохрому з пониженим вмістом вуглецю силікотермічним процесом. Силікохром з 43—55 % Si застосовується у виробництві безвуглецевого ферохрому і при виплавці неіржавіючої сталі.